# Улица Маршала Шестопалова
У́лица Ма́ршала Шестопа́лова (до 4 июня 2014 года — Проекти́руемый прое́зд № 3888) — улица в Южном административном округе города Москвы на территории района Нагатино-Садовники.

## История
Улица получила современное название в честь советского маршала инженерных войск Н. Ф. Шестопалова (1919—2006). До 4 июня 2014 года называлась Проекти́руемый прое́зд № 3888.

## Расположение
Улица Маршала Шестопалова проходит от проспекта Андропова на юго-запад до улицы Москворечье, пересекая Каширское шоссе.

## Примечательные здания и сооружения
По улице Маршала Шестопалова не числится домовладений, хотя фактически именно на ней находятся строения обеих выходов станции метро «Каширская» и здание открытого в 2014 году многофункционального торгового центра «Москворечье» (Каширское шоссе, дом 26).

## Транспорт

### Метро
Станция метро «Каширская» Замоскворецкой и Большой кольцевой линий (кросс-платформенная пересадка) — на пересечении с Каширским шоссе.

### Автобус
На улице Маршала Шестопалова можно пересесть на следующие маршруты городского пассажирского транспорта:
- Автобусы: м83, м86, м88, е29, е80, е85, 770, с806, с820, с823, с838, 844, с850, с891, 897, 899, КМ1, КМ2, н13